# Culex nigricorpus
Culex nigricorpus är en tvåvingeart som först beskrevs av Theobald 1901.  Culex nigricorpus ingår i släktet Culex och familjen stickmyggor. Inga underarter finns listade i Catalogue of Life.